# Park im. Stanisława Staszica w Łodzi
Park im. Stanisława Staszica w Łodzi – łódzki park położony w obrębie ulic Narutowicza, Uniwersyteckiej, Jaracza i Wierzbowej na obszarze dawnej dzielnicy Śródmieście.

## Historia
Park powstał w 1901 jako czwarty park miejski w Łodzi. Początkowo park określano jako Ogród na Dzielnej lub park miejski Przy Dzielnej – obecną nazwę otrzymał w 1918.
W 1912 z okazji Wystawy Rzemieślniczo-Przemysłowej w parku powstał Pomnik Pracy („symbol miasta pracy”), a po nadaniu parkowi imienia Stanisława Staszica, wzniesiono w nim pomnik patrona sfinansowany przez Stowarzyszenie Techników – oba pomniki zostały zniszczone w czasie II wojny światowej. Nowy pomnik Staszica autorstwa Kazimierza Karpińskiego odsłonięto w 1984 (od strony ul. Narutowicza), podczas trwania Kongresu Techników Naczelnej Organizacji Technicznej. Stanisław Staszic jest uznawany przez łodzian za jednego z „ojców miasta” – ludzi, którzy szczególnie przysłużyli się rozwojowi Łodzi.
W 1912 w parku zbudowano również muszlę koncertową – przerobioną następnie na letni teatr (budynek nie istnieje).
W latach 1930–1931 park został w niewielkim stopniu przebudowany zgodnie z projektem Stefana Rogowicza, ówczesnego dyrektora Plantacji Miejskich. Po II wojnie światowej powierzchnia parku uległa zmniejszeniu w czasie poszerzania ul. Uniwersyteckiej. W 1994 została dokonana szczegółowa konserwacja drzew w parku.
W parku znajdują się cztery drzewa i dwa głazy narzutowe ustanowione pomnikami przyrody.
W 1992 park został wpisany do rejestru zabytków.
Obok parku, przy ul. Narutowicza 68 usytuowany jest zabytkowy budynek dawnej szkoły Zgromadzenia Kupców.

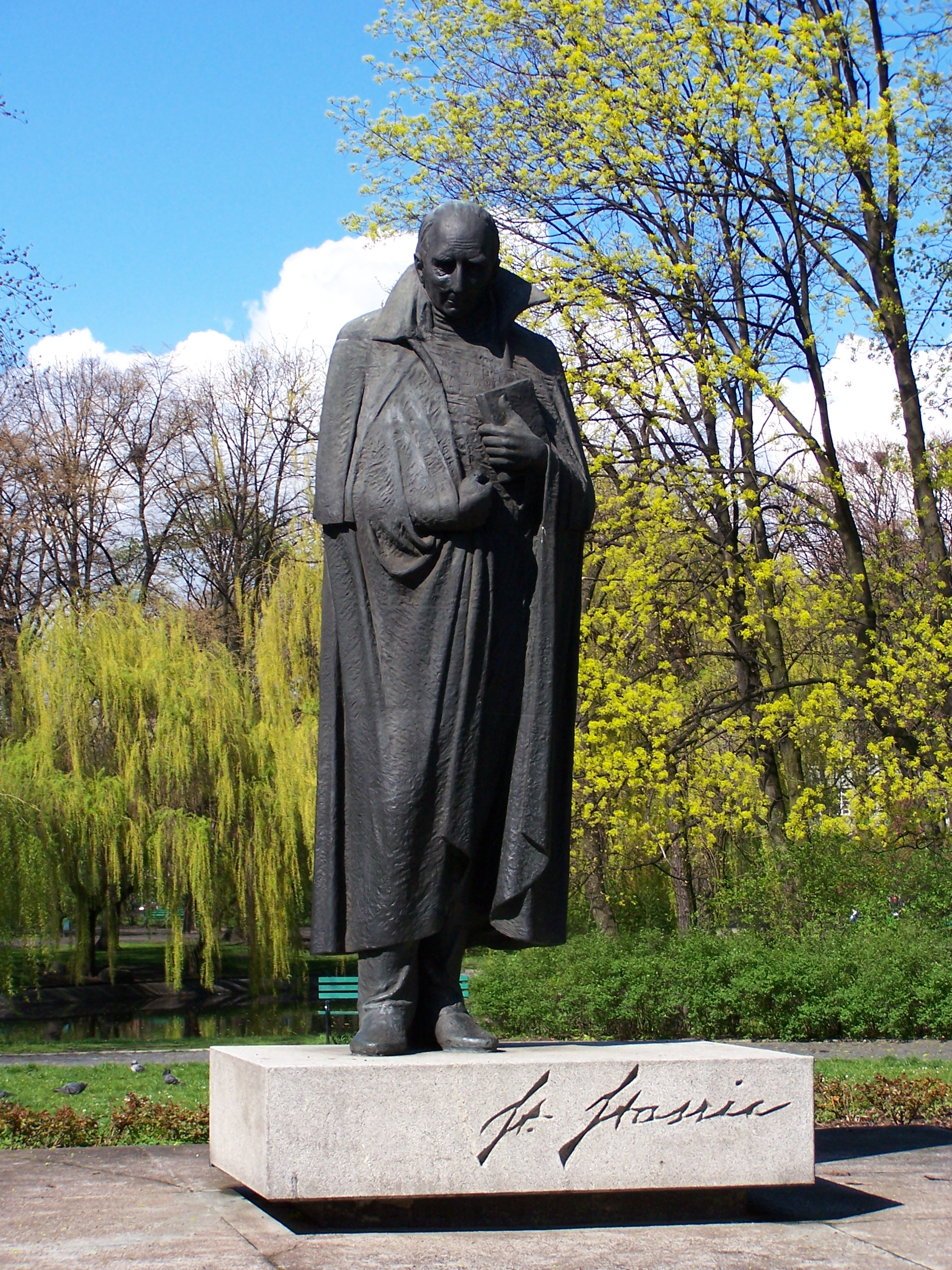
Pomnik Staszica
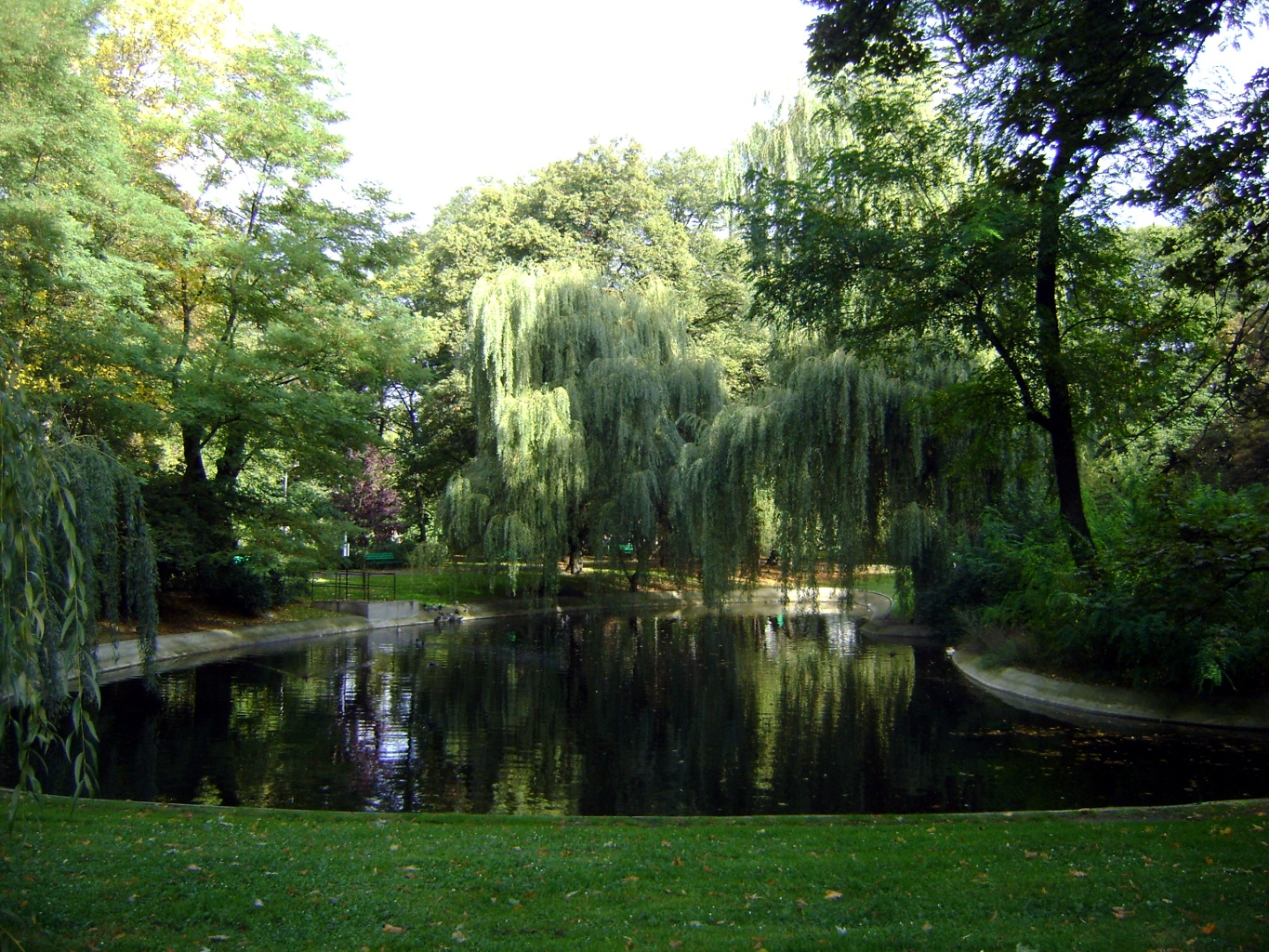